# Charles Delemere Haines

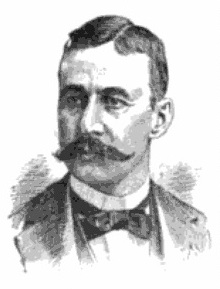
Charles Delemere Haines

Charles Delemere Haines (* 9. Juni 1856 in Medusa, New York; † 11. April 1929 in Altamonte Springs, Florida) war ein US-amerikanischer Politiker. Zwischen 1893 und 1895 vertrat er den Bundesstaat New York im US-Repräsentantenhaus.

## Werdegang
Charles Delemere Haines wurde ungefähr fünf Jahre vor dem Ausbruch des Bürgerkrieges in Medusa im Albany County geboren. Seine Familie zog dann nach Coxsackie im Greene County. Dort besuchte er Gemeinschaftsschulen. Haines begann als Telegrafist zu arbeiten, stieg aber bald bis zum Fahrdienstleiter in der Eisenbahn (train dispatcher) auf. Danach  war er zuerst als Assistant Superintendent und zuletzt als Superintendent bei einer Eisenbahnlinie tätig. Später baute und betrieb er mit seinen Brüdern eine Anzahl von Eisenbahnlinien in den Vereinigten Staaten, Mexiko und Kanada. 1888 ließ er sich in Kinderhook im Columbia County nieder, wo er die Kinderhook & Hudson Railroad errichtete. Politisch gehörte er der Demokratischen Partei an.
Bei den Kongresswahlen des Jahres 1892 für den 53. Kongress wurde Haines im 19. Wahlbezirk von New York in das US-Repräsentantenhaus in Washington, D.C. gewählt, wo er am 4. März 1893 die Nachfolge von Charles Tracey antrat. Er erlitt bei seiner Wiederwahlkandidatur im Jahr 1894 eine Niederlage und schied nach dem 3. März 1895 aus dem Kongress aus.
Nach seiner Kongresszeit nahm er wieder seine früheren Geschäftsaktivitäten auf. Er ließ sich später in Altamonte Springs nieder, wo er am 11. April 1929 verstarb. Sein Leichnam wurde auf dem Hudson Falls Cemetery in Hudson Falls (New York) beigesetzt.